# Rotnei Clarke
Rotnei Clarke (* 20. Juli 1989 in Claremore, Oklahoma, Vereinigte Staaten) ist ein US-amerikanischer Basketballspieler. Zuletzt stand er in Deutschland bei den Telekom Baskets Bonn unter Vertrag.

## Karriere
Rotnei Clarke spielt auf den Positionen Point Guard und Shooting Guard und gilt als ausgewiesener Dreierspezialist. Seine basketballerische Ausbildung erhielt Clarke von 2008 bis 2011 zunächst an der University of Arkansas, anschließend von 2011 bis 2013 an der Butler University. Aufgrund des Wechsels musste Clarke ein Jahr Zwangspause einlegen. In seiner Abschlusssaison mit den Butler Bulldogs in der US-amerikanischen College-Liga NCAA erzielte er durchschnittlich 16,9 Punkte pro Spiel.
Beim NBA-Draft 2013 wurde Clarke nicht gedraftet. Im August 2013 unterschrieb Clarke einen Vertrag mit den Wollongong Hawks, die in der australischen National Basketball League (NBL) spielen. Clarke erzielte in der Saison 2013/14 durchschnittlich 21,1 Punkte pro Spiel und wurden zum MVP der NBL gewählt.
Im Sommer 2014 wechselte Clarke nach Europa und spielte eine Saison für die belgische Mannschaft Okapi Aalstar. Für Aalst erzielte Clarke in der belgischen Liga durchschnittlich 17,5 Punkte pro Spiel, bei einer Dreierquote von 40,8 %.
Clarke wechselte zur Saison 2015/16 nach Deutschland zu den Telekom Baskets Bonn. Für Bonn erzielte Clarke durchschnittlich 11,5 Punkte pro Spiel, bei einer Dreierquote von 43,5 %. Am Ende der Saison erhielt Clarke keinen neuen Vertrag, da die Baskets nach einer sportlich enttäuschenden Saison einen kompletten Neuaufbau des Kaders anstreben.
Clarke kehrte daraufhin nach Australien zurück und schloss sich erneut dem dortigen Erstligisten Illawarra Hawks (ehemals Wollongong Hawks) für zwei Jahre an.